# Parasmittina spondylicola
Parasmittina spondylicola är en mossdjursart som beskrevs av Harmelin, Bitar och Zibrowius 2009. Parasmittina spondylicola ingår i släktet Parasmittina och familjen Smittinidae. Inga underarter finns listade i Catalogue of Life.